# Böda backar
Böda backar är ett naturreservat nära Ölands norra udde i Borgholms kommun i Kalmar län.
Området är naturskyddat sedan 2000 och är 180 hektar stort. Reservatet som ligger norr om Böda delas av länsväg 136. Reservatet består av tallskog, öster om vägen på sandhedar, väster om vägen på kalkhaltig morän.